# Layahima elegans
Layahima elegans is een insect uit de familie van de mierenleeuwen (Myrmeleontidae), die tot de orde netvleugeligen (Neuroptera) behoort. 
Layahima elegans is voor het eerst wetenschappelijk beschreven door Banks in 1937.